# Plectorrhiza
Plectorrhiza es un género de orquídeas epifitas originarias de Australia. Comprende 3 especies descritas y  aceptadas.

## Taxonomía
El género fue descrito por Alick William Dockrill y publicado en Australasian Sarcanthinae 27. 1967. La especie tipo es: Plectorrhiza tridentata (Lindl.) Dockrill

## Especies aceptadas
A continuación se brinda un listado de las especies del género Plectorrhiza aceptadas hasta marzo de 2013, ordenadas alfabéticamente. Para cada una se indica el nombre binomial seguido del autor, abreviado según las convenciones y usos.
- Plectorrhiza brevilabris (F.Muell.) Dockrill
- Plectorrhiza erecta (Fitzg.) Dockrill
- Plectorrhiza tridentata (Lindl.) Dockrill